# Michal Farkaš
Pour les articles homonymes, voir Farkas.
Michal Farkaš (né le 10 mars 1985) est un footballeur slovaque. Il mesure 1,76 m pour 71 kg.
Il évolue habituellement comme défenseur.

## Carrière
Michal Farkas joue successivement dans les équipes suivantes : FC Nitra, FK Baumit Jablonec, Ruch Radzionków, GKS Katowice et Ruch Radzionków.